# Habaja
Habaja est un petit bourg de la Commune de Kose du comté de Harju en Estonie .
Au 31 décembre 2011, il compte 311 habitants.